# 王安邦 (1976年)
王安邦（1976年8月15日—），中華民國政治人物，歷任桃園市政府社會局主任秘書、桃園市政府勞動局局長、桃園市政府社會局局長、桃園市政府副秘書長、桃園市政府民政局局長、勞動部政務次長。

## 經歷
時任桃園市市長鄭文燦任用王安邦時特別強調，桃園是台灣的產業首都，工業產值連續十三年全國第一，工作機會多、就業人數也多，勞動參與率達59.6%，高於全國平均值，為六都第二。他期勉王安邦能帶領勞動局，推動落實勞工權益保障、輔導工會籌組、促進勞資合作、建立職業安全衛生優質環境、輔導身障者就業、友善外籍勞工等政策。
2020年，王安邦入閣擔任勞動部政務次長，2024年9月辭職，是勞動部自2014年以來任期最久的政務次長。

## 爭議
涉及勞動部霸凌案吃案，2024年2月20日私下約談謝宜容，約談的內容多次以知情人士向媒體表示為「收到議員陳情，指謝員送禮太過誇張」，但謝宜容的聲明卻表示為「羅東就業中心約用人員考試評分表，尚未簽陳至北分署即遭外流」陳情案，更與新北市議員之李宇翔轉陳情之內容有所出入，前勞動部長許銘春也表示並無收到王安邦上報。
2024年11月22日林淑芬爆料王安邦因為謝宜容與上級友好而無法向上呈報但當時王安邦於勞動部負責督導政風與人事，是否無法上報不得而知。王安邦也透過知情人士向媒體表示2024年9月24日離職原因與約談謝宜容有關，但離職時間與約談時間相隔7個月，且離職當時向放言編輯部表示為「階段性任務完成」，並非與約談謝宜容有關。王安邦至今也未親自出面澄清。

## 外部連結
- 王安邦的Facebook專頁